# Occupant
Occupant è un'opera teatrale del drammaturgo statunitense Edward Albee, debuttata a New York nel 2008. La piece tratta i temi della labilità della memoria e del rapporto tra realtà e illusione, oltre a concentrarsi sull'immigrazione, l'ebraismo e il femminismo.

## Trama
Il dramma consiste in un'immaginaria intervista alla scultrice Louise Nevelson  alcuni anni dopo la sua morte. L'intervistatore è un uomo anonimo (forse un surrogato dell'autore), che interroga la scultrice sulla sua infanzia da ebrea russa nel Maine e sul disastroso matrimonio con Charles Nevelson. Nella seconda parte, Louise parla della sua arte, del successo e della propria morte, incalzata dall'intervistatore che la fa domande sulla sua visione del mondo e la sua vita privata. Il dramma termina con la Nevelson che "occupa" simbolicamente il suo posto nel panorama dell'arte americana.

## Produzioni
La prima del dramma era prevista al Signature Theatre di New York nel 2002, con Anne Bancroft nel ruolo della Nevelson; a causa di un'improvvisa polmonite, la Bancroft abbandonò la produzione e il debutto dell'opera fu cancellato.
La prima effettiva ebbe luogo nel 2008, quando la Signature Theatre Company mise in scena il dramma a New York con Mercedes Ruehl nel ruolo di Louise Nevelson.